# Cnaphalocrocis exigua
Cnaphalocrocis exigua là một loài bướm đêm trong họ Crambidae.